# Alfred Turner (Bildhauer)

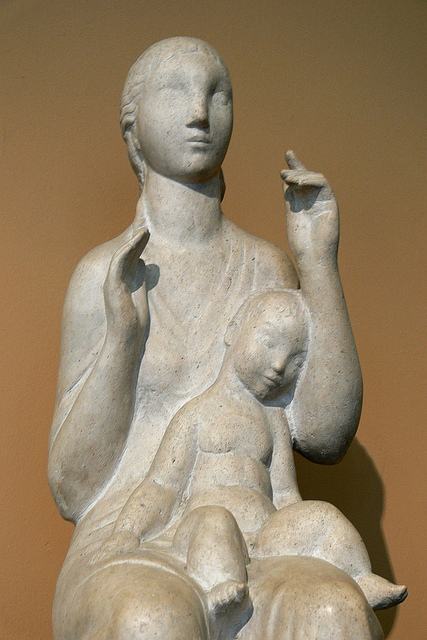
Alfred Turner: Mutter und Kind (um 1936. V&A Museum London)

Alfred Turner (* 28. Mai 1874 in London; † 18. März 1940 ebenda) war ein britischer Bildhauer, der vor allem für seine idealistischen Skulpturen und öffentlichen Denkmäler bekannt ist.

## Leben

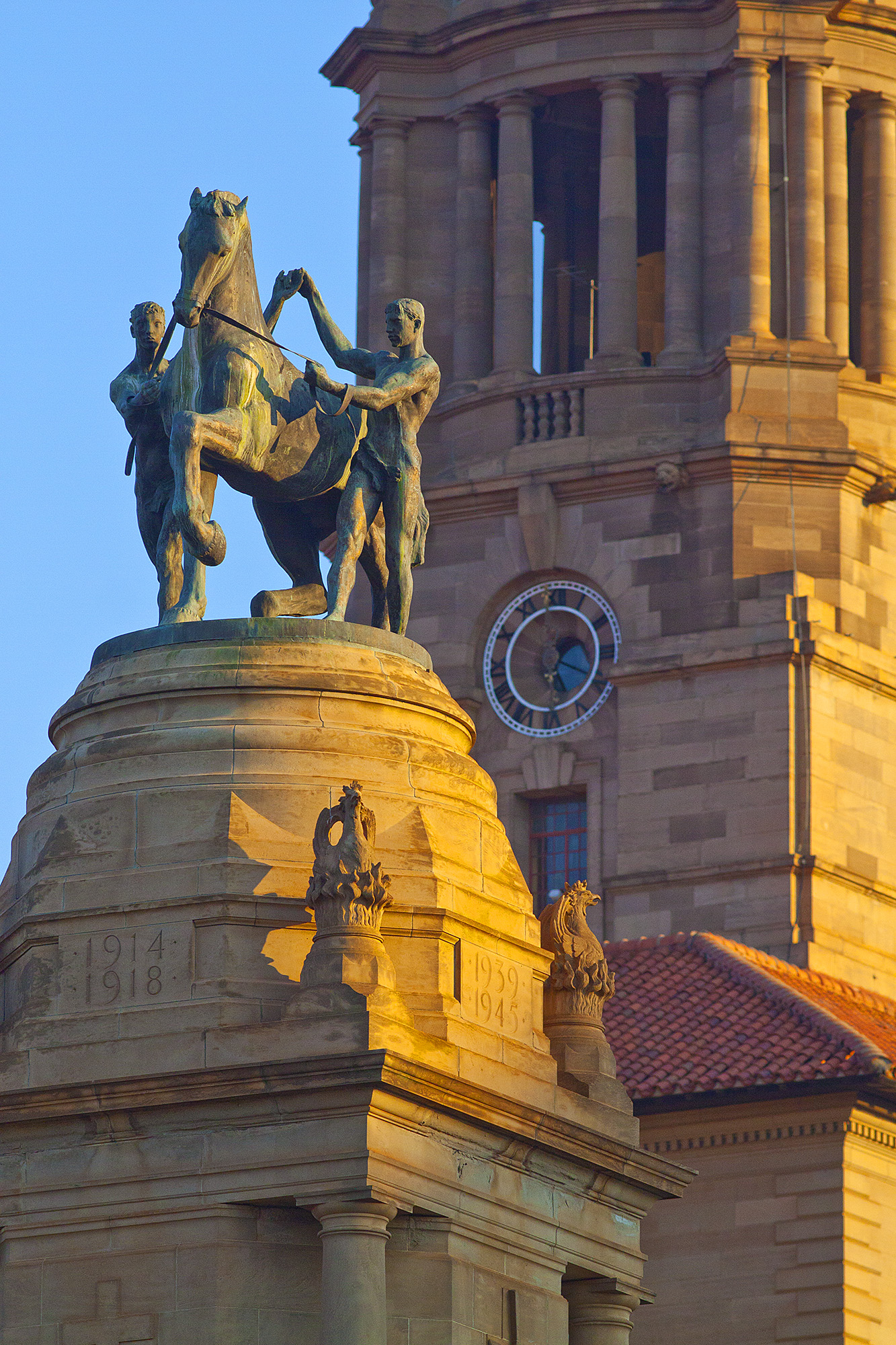
Pretoria War Memorial (Detail). Sir Herbert Baker entwarf das Denkmal, Alfred Turner schuf die Skulptur. Über dem Torbogen befindet sich eine Bronzestatue von Turner, die zwei Männer und ein Schlachtross darstellt. Die beiden männlichen Figuren symbolisieren Castor und Pollux und stehen für die beiden weißen Ethnien Südafrikas (Briten und Afrikaner). Die Hauptinschriften sind sowohl in Englisch als auch in Afrikaans verfasst.

Alfred Turner wurde 1874 in London geboren. Sein Vater war der Künstler Charles Edward Halsey-Turner. Alfred Turner studierte an der South London Technical Art School in Lambeth und von 1895 bis 1898 an den Royal Academy Schools in London. Dort erhielt er 1897 eine Goldmedaille und ein Reisestipendium, das ihm ein Studium in Paris ermöglichte. Nach seiner Rückkehr arbeitete er als Assistent im Atelier des Bildhauers Harry Bates. Ab 1907 unterrichtete er das Modellieren an der [Central School of Arts and Crafts] in Holborn. 1899 heiratete er Charlotte Ann Gavin. Das Paar hatte zwei Töchter, darunter die Bildhauerin Winifred Turner. Er stellte von 1894 bis 1937 regelmäßig an der Royal Academy of Arts aus und wurde 1922 zum Associate (ARA) sowie 1931 zum Vollmitglied (RA) gewählt. Zudem war er von 1923 bis zu seinem Tod im Jahr 1940 Fellow der Royal Society of British Sculptors. Er verstarb am 18. März 1940 in London.

## Werk
Alfred Turner schuf sowohl allegorische Figuren als auch monumentale Denkmäler. Zu seinen bedeutendsten Werken gehören:
- The Vision (1924): Diese Bronzestatue spiegelt Turners Interesse an griechischer Skulptur wider. Sie befindet sich in der Sammlung der Royal Academy of Arts.
- Dreams of Youth (1932): Eine Bronze auf Marmorsockel, die als Diplomarbeit für die Royal Academy diente.
- Psyche (ca. 1918–1919): Eine Marmorskulptur, die 1921 von der Royal Academy erworben wurde und sich heute in der Tate Britain befindet.
- Mother and Child (1936): Eine Skulptur, die sich im Victoria and Albert Museum in London befindet.
- The Hand (1936): Eine Skulptur in der Sammlung der Tate Britain.
- Skulpturengruppen für das Old Bailey in London.
- Eine Statue von Owain Glyndŵr für die Cardiff City Hall.
- Das Delville Wood South African National Memorial.
- Denkmäler für Königin Victoria in Sheffield, North Shields und Delhi.
- Erster-Weltkrieg-Denkmäler in Fulham, Victoria College (Jersey) und Northampton.
- Ein Denkmal für König Edward VII. in Lyallpur (heute Faisalabad, Pakistan).